# Stargirl (film)
Stargirl è un film del 2020 diretto da Julia Hart.
Il film è l'adattamento cinematografico dell'omonimo romanzo di Jerry Spinelli.
Il film esplora le emozioni tese, la non conformità e l'espressione personale degli adolescenti al liceo e l'esuberanza del primo amore.
Il film è stato pubblicato il 13 marzo 2020 su Disney+. Il film ha ricevuto recensioni per lo più positive dalla critica, che ha elogiato la performance di Grace VanderWaal, la regia di Hart e il tono nostalgico.
Nel 2022 su Disney+ è uscito il sequel intitolato Hollywood Stargirl.

## Trama

### Sinossi
Leo Borlock è uno studente del liceo Mica in Arizona. Con voti più che sufficienti, fa parte della banda musicale della scuola ed è sempre stato contento di non essere mai stato al centro dell’attenzione. Tuttavia, tutto cambia quando incontra Stargirl Caraway, una nuova studentessa con un debole per l’ukulele che non passa di certo inosservata.

### Trama
Quando il padre di Leo Borlock muore, il ragazzo inizia a indossare una cravatta che raffigura un porcospino per ricordarlo, ma purtroppo appena inizia la scuola viene picchiato da alcuni bulli che gliela tagliano. Da allora, per il suo compleanno, riceve una nuova cravatta da una persona misteriosa, ma non ne ha mai indossata una. Al liceo, Leo suona la tromba nella banda e aiuta il suo amico Kevin Singh, un membro del A.V. club, ad ospitare uno spettacolo chiamato Sedia rovente. Un giorno arriva una ragazza dallo spirito libero di nome Stargirl Caraway che fa rapidamente impressione su Leo quando gli canta "Happy Birthday" con un ukulele di fronte alla scuola.  Più tardi, mentre la loro squadra di rugby, i Mudfrogs (Rane di fango), noti per la loro storia da perdenti, stanno giocando una partita, si presenta Stargirl ed esegue una canzone (Be True to Your School) che li motiva e li fa vincere. Kevin suggerisce a Leo di invitarla al suo spettacolo, ma lei educatamente rifiuta.
Stargirl diventa una portafortuna per la squadra di rugby (We Got the Beat) e inizia a uscire con Leo nel tentativo di farlo uscire dal suo guscio. Parla con Archie, il proprietario del campo paleontologo locale, che rivela che Stargirl, proprio come Leo, vive con la madre single e che ha studiato a casa per gran parte della sua vita. Conosce bene Leo dopo aver saputo di lui attraverso Archie. Più tardi, Stargirl si candida ai Discorsi regionali contro Kevin e vince con il suo insolito discorso sui topi. Mentre restituisce anonimamente una bicicletta a un ragazzo che era in ospedale, Leo menziona i legami, ma Stargirl finge di non esserne a conoscenza. Quando le chiede come fa a sapere così tanto su quel ragazzo in ospedale, lei gli dice che ha "un ufficio". Stargirl suggerisce una canzone a Leo (Thirteen) e mentre se ne va, lo bacia per la prima volta. Cominciano a frequentarsi.
Durante il grande gioco, in una partita di football,  uno dei giocatori avversari viene gravemente ferito. Stargirl si avvicina per controllarlo e sale con lui in ambulanza per andare in ospedale, confondendo tutti.  Successivamente, Leo dice a Stargirl che tutti erano demoralizzati e che hanno perso, ma si ritrovano comunque insieme. Il giorno successivo, tutti sono delusi da Stargirl. Leo incontra Kevin e il resto dei suoi amici che sono anche arrabbiati, ma lo perdonano e si scusano per essere stati lontani da lui. Stargirl accetta di fare lo show di Kevin, in modo che possa spiegarsi. Stargirl rivela che il suo vero nome è Susan e che ha scelto Stargirl perché tutti sono fatti di polvere di stelle. Il pubblico formato dagli studenti si rivolta velocemente contro di lei,  quando una studentessa di nome Hillary la rimprovera per aver inconsapevolmente restituito una bicicletta a suo fratello che è stato ferito in modo permanente in un incidente mentre la usava. Stargirl fugge in lacrime.
Leo prova a parlare con Stargirl e suggerisce di essere come tutti gli altri, con grande costernazione. Più tardi, Stargirl inizia a farsi chiamare Susan e indossa abiti che sono più simili a quelli dei suoi compagni di classe. Lei e Leo si dirigono verso i Discorsi regionali dove Leo le chiede di partecipare alla Winter Dance e lei accetta. Stargirl sta per tenere un discorso sulla privacy di Internet, ma passa rapidamente a un discorso sui fiori, che le fa vincere il suo primo posto. Nonostante sia il primo trofeo vinto a scuola, nessuno vi presta attenzione. Stargirl decide che agire come Susan è agire contro chi è, e abbandona l'idea. Leo inizia a sentirsi male, ma viene incoraggiato da sua madre e Kevin.
Leo riceve inaspettatamente la raccolta di dischi di Stargirl, un giradischi (in precedenza aveva detto di non averne uno) e un invito per una "grande sorpresa" al ballo. Leo si presenta ed è felice di vedere Stargirl lì. Lei gli dice la sua grande sorpresa: lui canta davanti a tutti i partecipanti. Dopo una certa riluttanza, Leo prende coraggio ed esegue la canzone preferita di suo padre (Just What I Needed), facendo uscire tutti nel cortile per ballare.  Successivamente, Stargirl si scusa con Hillari e scompare dalla festa. Leo scopre che Stargirl si è trasferita, ma che la sua comparsa ha influenzato la scuola in modo positivo e alla fine ha vinto altri trofei.  Nonostante tutto ciò, Leo ha continuato a ricevere "legami" da Stargirl e Archie gli mostra il suo "ufficio", una piccola rimessa nel campo pieno di informazioni sulle persone. Anche dopo essersi laureato e aver frequentato l'università, Leo non dimentica mai ciò che Stargirl ha fatto per lui (Give Me Love (Give Me Peace on Earth)).
In una scena post-crediti, in un momento non specificato, Stargirl canta una canzone per Leo (Today and Tomorrow).

## Personaggi e interpreti
- Susan "Stargirl" Caraway, interpretata da Grace VanderWaal e doppiata da Vittoria Bartolomei.
- Leo Borlock, interpretato da Graham Verchere e doppiato da Tito Marteddu.
  - Leo all'età di 8 anni, interpretato da Enzo Charles de Angelis.
- Archie Brubaker, interpretato da Giancarlo Esposito e doppiato da Luca Biagini.
- Kevin Singh, interpretato da Karan Brar e doppiato da Riccardo Suarez. Il migliore amico di Leo.
  - Kevin all'età di 8 anni, interpretato da Atharva Varma.
- Gloria Borlock, interpretata da Darby Stanchfield e doppiata da Claudia Catani. Madre di Leo.
- Mr. Robineau, interpretato da Maximiliano Hernández e doppiato da Roberto Gammino.
- Tess Reid, interpretata da Annacheska Brown e doppiata da Agnese Marteddu.
- Benny Burrito, interpretato da Collin Blackford.
- Dori Dilson, interpretata da Allison Wentworth.
- Alan Ferko, interpretato da Juliocesar Chavez.
- Mallory Franklin, interpretato da Artemis.
- Summer, interpretata da Julia Flores.
- Kim, interpretata da Gabriella Surodjawan.
- Hillari Kimble, interpretata da Shelby Simmons.
- Wayne Parnell, interpretato da John Apolinar.
- Zack James, interpretato da Alex James.
- Principal Sutters, interpretata da Lucinda Marker.
- Ana Carraway, interpretata da Sara Arrington.
- Papà di Leo, interpretato da Damian O'Hare.

## Produzione

### Sviluppo
Il 15 luglio 2015 è stato annunciato che la regista Catherine Hardwicke avrebbe diretto un adattamento del romanzo Stargirl di Jerry Spinelli per Walt Disney Pictures. Il romanzo è stato inizialmente adattato da Kristin Hahn, nonché produttrice del film. Le società di produzione coinvolte nel film avrebbero dovuto includere Gotham Group e BCDF Pictures, con quest'ultima che finanzia anche il film.
L'8 febbraio 2018, è stato annunciato che era stata sviluppata una nuova iterazione della sceneggiatura, e che Hardwicke sarebbe stato sostituito da Julia Hart come regista e che il film sarebbe stato prodotto da Walt Disney Pictures. Il film sarebbe stato presentato in anteprima su Disney+, il servizio di streaming Disney lanciato alla fine del 2019. Il mese seguente, è stato confermato che la produzione era in fase avanzata di sviluppo, che la sceneggiatura di Hahn era ancora utilizzata e che avrebbe continuato a lavorare come produttrice insieme a Ellen Goldsmith-Vein e Lee Stollman. Le società di produzione dovevano includere Gotham Group e la società di produzione di Hahn Hahnscape Entertainment. Per giugno 2018, Hart aveva perfezionato la sceneggiatura di Hahn con suo marito Jordan Horowitz, che era anche produttore esecutivo del film.

### Casting
Nel 2015, è stato annunciato dalla produzione che Joey King e Charlie Plummer avrebbero interpretato Stargirl e Leo, il ragazzo che racconta la storia. A giugno 2018, tuttavia, la cantante Grace VanderWaal è stata scelta come attrice, nel suo ruolo di protagonista, il personaggio del titolo. Ad agosto 2018, Graham Verchere è stato scelto per interpretare Leo. A settembre 2018, Giancarlo Esposito, Karan Brar, Darby Stanchfield e Maximiliano Hernández sono stati scelti per ruoli secondari.

### Riprese
Le riprese originariamente erano programmate per iniziare nell'autunno del 2015 nel Nuovo Messico. La fotografia principale è stata ritardata, tuttavia, fino a settembre 2018 nel Nuovo Messico ed è ripresa il 16 novembre 2018. Le location delle riprese nello stato includevano Albuquerque e Truth or Consequences.

## Promozione
Il trailer del film è stato diffuso il 15 gennaio 2020. Il trailer in italiano è uscito il 1 marzo 2020.

## Distribuzione
La pellicola è stata distribuita sulla piattaforma Disney+ il 13 marzo 2020.

## Accoglienza

### Critica
Sul sito aggregatore di recensioni Rotten Tomatoes, il film ha una valutazione di approvazione del 69%, con una valutazione media di 6,25/10, basata su 36 recensioni. Il consenso critico del sito recita: "La bella storia di Stargirl colpisce ritmi familiari della maggiore età, ma con prestazioni sicure di sé e una missione seria indossata con orgoglio ne fanno una melodia che vale la pena ascoltare." Mentre Metacritic ha assegnato un punteggio di 60 su 100, basato su 12 critiche, ponendolo quindi nella categoria "Recensioni miste o medie" (in originale: "Mixed or Average Reviews").
Pete Hammond di Deadline Hollywood ha dato al film una recensione favorevole. Si è complimentato con le esibizioni di VanderWaal e Verchere e ha definito il film "dolce ed intelligente". Sheila O'Malley di RogerEbert.com ha dato al film una recensione contrastante. Ha criticato le prestazioni di VanderWaal e si è lamentata del fatto che numerosi aspetti del film, per lo più incentrati sulla relazione tra Leo e Stargirl, non avevano senso. Tuttavia, ha elogiato l'aspetto visivo del film e il suo messaggio, dandogli due stelle su quattro. Courtney Howard di Variety, tuttavia, ha elogiato le principali esibizioni: "[VanderWaal] ci intreccia nel mistero del suo personaggio svelato con quantità colme di magnetismo e autenticità radicata. Non sorprende che le scene guidate dalla musica mostrino davvero il suo potere. ...Lei e Verchere, che è un incrocio davvero dolce tra Jessie Eisenberg e Michael Cera che condividono la fisicità e le tonalità vocali di ciascuno, sono un abbinamento straordinario." Ha anche commentato che "Hart e i suoi collaboratori utilizzano abilmente il linguaggio testuale del cinema per aumentare e sottolineare i legami tematici".